# Phaeogenes tristator
Phaeogenes tristator là một loài tò vò trong họ Ichneumonidae.